# George Hungerford
George William Hungerford (* 2. Januar 1944 in Vancouver) ist ein ehemaliger kanadischer Ruderer und Olympiasieger.
Der 1,95 m große George Hungerford ruderte schon in seinen High-School-Jahren. Als er 1961 an die University of British Columbia kam, schloss er sich dem Ruder-Team der UBC Thunderbirds an und gehörte bereits 1963 zur ersten Mannschaft. 1964 gewann der Achter der Thunderbirds die kanadische Meisterschaft und wurde für die Olympischen Spiele in Tokio nominiert. Hungerford erkrankte am Pfeiffer-Drüsenfieber und verlor seinen Platz im Achter an Donald Pretty. Nach seiner Genesung rückte Hungerford zu Roger Jackson in den Zweier ohne Steuermann auf den Platz, den Donald Pretty durch seinen Wechsel in den Achter freigemacht hatte. Ihr erstes gemeinsames Rennen war der Vorlauf in Tokio, den sie vor dem dänischen Boot gewannen. Im Finale siegten die beiden Kanadier mit 46 Hundertstelsekunden Vorsprung auf die Niederländer. Die Goldmedaille von Jackson und Hungerford war die einzige Goldmedaille für Kanada bei den Spielen in Tokio, die beiden wurden 1964 mit der Lou Marsh Trophy ausgezeichnet.
Nach Abschluss seines Studiums gründete Hungerford eine Rechtsanwaltskanzlei. Neben seiner Anwaltstätigkeit war Hungerford ehrenamtlich in Kanadas Sportverbänden aktiv. 1984 wurde er zum Officer des Order of Canada ernannt.